# Sebach
Sebach (arabski سباخ Sibāh „Nawóz”) – rodzaj nawozu wytwarzany z cegieł mułowych zawierających słomę.
W Egipcie poprzez coroczne wylewy Nilu, muł zasilał pola w dolinie rzeki w niezbędne składniki mineralne, był także wykorzystywany jako materiał budowlany. Szlam był w tym celu mieszany ze słomą, formowany w kształt cegieł i suszony na słońcu. Pozyskany w ten sposób materiał służył budowie rozmaitych budowli. Cegły, niezależnie od swego wieku i wartości zabytków zaczęły być wykorzystywane przez rolników egipskich do nawożenia pól.
Fellahowie rozpoczęli intensywne pozyskiwanie sebachu z budowli zwłaszcza po wybudowaniu Tamy Asuańskiej w 1902 i ograniczeniu w ten sposób wylewów rzeki. Cegły były wykopywane, w miarę potrzeb rozdrabniane i rozsiewane na polach. W ten sposób zniszczona została ogromna liczba zabytkowych obiektów. W trakcie jednej z takich „niszczycielskich ekspedycji” zostały przypadkowo odkryte tak zwane Listy z Amarna. Używanie cegieł mułowych jako nawozu spowodowało zniszczenia m.in. także w Sais.